# Epichilo irroralis
Epichilo irroralis är en fjärilsart som beskrevs av George Francis Hampson 1919. Epichilo irroralis ingår i släktet Epichilo och familjen Crambidae. Inga underarter finns listade i Catalogue of Life.